# Internetethik
Die Internetethik ist eine Bereichsethik, die von Autoren wie Rafael Capurro als ein Teilgebiet der Informationsethik und von anderen Autoren als ein Teilgebiet der Medienethik angesehen wird. Da auch ethische Fragen zum Thema Internet der Dinge der Internetethik zugeordnet werden, lässt sie sich nicht vollständig als Teilgebiet der Medienethik einordnen. Es besteht eine große Nähe zwischen Internetethik und Technikfolgenabschätzung.

## Inhalte der Internetethik
Im Rahmen der Internetethik werden Aspekte wie Unterhaltung, Neuartigkeit, Sensation und Kommunikation im Web 2.0 untersucht. Ausgehend von der Grundfrage im philosophischen Sinne „Was ist das Internet?“ werden die Kultur und Auswirkungen auf die Nutzer untersucht, beispielsweise die Einflüsse des Internets auf Bildung, Lernen, Erziehung und Wissenschaft. Ein weiteres Merkmal dieses komplexen Feldes sind Fragen zur Macht des Internets, die oftmals Mehrfach-Identitäten seiner Nutzer, kollaborative Inhaltserstellung und Kontrolle. Die Internetethik beschäftigt sich mit der Kommunikationskultur im Informationszeitalter.
Ein weiterer Aspekt ist die technikphilosophische und kognitionspsychologische Überlegung, wie das Internet unser Denken und Handeln beeinflusst.
Bernhard Irrgang wies unter dem Stichwort „Internet der Dinge“ auf ethische Probleme bzgl. autonom intelligenter Technik, Smart Home und Cyberkrieg hin.
Die zunehmende gesellschaftliche Durchdringung der Kommunikations- und Informationstechnik machen eine ethische Auseinandersetzung notwendig. Das Fachgebiet der Technikfolgenabschätzung befasst sich mit den Auswirkungen von neuen Technologien.